# Hortensia Saga
Hortensia Saga: Ao no Kishidan (オルタンシア・サーガ -蒼の騎士団- Orutanshia Sāga: Ao no Kishidan?) es un videojuego RPG free-to-play japonés desarrollado por Sega. Fue lanzado en Japón el 22 de abril de 2015 para dispositivos Android e iOS. Una adaptación al anime de Liden Films se estrenó el 6 de enero de 2021.

## Argumento
Ambientada en el Reino de Hortensia, una potencia mundial gracias a sus principales territorios, Camellia y Olivier, que sirven como espada y escudo contra las invasiones. Comienza una revuelta por parte de Camellia, y con Hortensia encaminada hacia el caos absoluto y la llegada de monstruos que solo complica la situación, ¿podrán los caballeros de este devastado mundo por la guerra sobrevivir y proteger a Hortensia?

## Personajes
Alfred Ober (アルフレッド・オーベル Arufureddo Ōberu?)
 Seiyū: Yoshimasa Hosoya
El protagonista es el personaje principal controlado por el jugador de Hortensia Saga. Se llama Alfred Ober en la serie de anime.
Mariyus Casteledo (マリユス・カステレード Mariyusu Kasuterēdo?)
 Seiyū: Yui Horie
Un niño que fue rescatado por Maurice después de la rebelión que acabó con la vida de sus padres. Ha entrenado durante años junto a Alfred y se convierte en su escudero. En secreto, Marius es la princesa Mariel D'Hortensia (マリエル・ド・オルタンシア, Marieru do Orutanshia ), escondida debajo de Maurice para mantenerla fuera de la vista de Camellia.
Maurice Baudelaire (モーリス・ボードレール Mōrisu Bōdorēru?)
 Seiyū: Kenjiro Tsuda
Un Caballero Templario de Hortensia que perdió su ojo derecho durante la rebelión, pero logró escapar de la capital con la espada de Fernando y un niño llamado Marius. Pasa algunos años entrenando a Alfred y Marius para que se defiendan.
Nonnoria Folley (ノンノリア・フォリー Nonnoria Forī?)
 Seiyū: Reina Ueda
Una criada al servicio de la casa de Albert. Le gusta entrenar junto a Alfred y está secretamente enamorada de él.
Kuu Morimol (クー・モリモル Kū Morimoru?)
 Seiyū: Aya Uchida
Un pequeño mamífero parlante alado que termina todas sus oraciones con " moru ".
Deflott Danowa (デフロット・ダノワ Defurotto Danowa?)
 Seiyū: Yūichirō Umehara
Un lancero mujeriego con una pequeña recompensa por su cabeza que huyó de su aldea a una edad temprana, solo para encontrarla invadida por zombis cuando regresó años después. Se une al grupo de Alfred después de que ayudan a salvar lo que queda de su casa de la Iglesia.
Adelheid Olivier (アーデルハイド・オリヴィエ Āderuhaido Orivuie?)
 Seiyū: Yū Kobayashi
Una Caballero Templario de Hortensia que empuña una lanza en combate. Heredera del Dominio de Olivier después de la muerte de su padre, se ve obligada a dirigir un estado vasallo bajo los ojos de la Iglesia, pero en secreto continúa buscando a la desaparecida princesa Mariel.
Leon D. Olivier (レオン・D・オリヴィエ Reon D Orivuie?)
 Seiyū: Tetsuya Kakihara
El líder del Olivier Dominion y el padre de Adelheid que murió mientras protegía al Rey de Hortensia durante la rebelión de Camellia.
Fernando Ober (フェルナンド・オーベル Ferunando Ōberu?)
 Seiyū: Takehito Koyasu
Un Caballero Templario de Hortensia que dio su vida para expulsar al Duque Rugis del castillo durante la rebelión. Su espada pasó a manos de su hijo, Alfred.
Lugis F. Camellia (ルギス・F・カメリア Rugisu F Kameria?)
 Seiyū: Kenji Nomura
El Duque de Camellia que hace un pacto con poderes oscuros para rebelarse contra Hortensia y tomar el control por sí mismo. Puede transformarse en un hombre lobo gigante.
Roy Bashro (ロイ・バッシュロ Roi Basshuro?)
 Seiyū: Takuya Eguchi
Un maestro arquero que sirve a las órdenes de Rugis, maneja un arco hecho a medida que le permite defenderse a corta distancia y derribar objetivos desde lejos
Bernadetta Ober (ベルナデッタ・オーベル Berunadetta Ōberu?)
 Seiyū: Yuka Ōtsubo
La hermana menor de Alfred. Heredó la misma enfermedad que su madre, por lo que tuvo que pasar todo el tiempo acostada. Durante un viaje que realizaba, el carruaje en el que se transportaba sufrió un accidente al caerse de un barranco, pero Bernadetta no fue encontrada entre los escombros, por lo que fue declarada muerta.
Alexi Baldebron (アレクシ・バルデブロン Arekushi Barudeburon?)
 Seiyū: Kazuma Horie
El Papa y el líder y autoridad suprema sobre la Iglesia Ortodoxa de Hortensia. Alexis ha estado profundamente involucrado en el centro del reino desde la época del predecesor, y después de la rebelión del gran duque Rugis de Camellia, se convirtió en regente del rey Charlo. Se revela después que Alexi es hijo del Rey.
Didier Vialdo (ディディエ・ヴィアルドー Didie Vuiarudō?)
 Seiyū: Shūichi Ikeda
Didier es un misterioso caballero de armadura negra y es considerado el más fuerte de la Orden de la Iglesia de la Iglesia Ortodoxa de Hortensia. También ostenta el título de Temple Knight. En términos de habilidades, se dice que su capacidad supera a la de Fernando Ober y Leon D. Olivier, a quienes se considera invencibles.
Palthouser Dreadnought (バルトハウザー・ドレッドノート Barutohauzā Doreddonōto?)
 Seiyū: Takaya Hashi
Un Caballero Templario de Hortensia que ayuda a Alfred a derrocar al Papa.
Georg Dalmas (ゲオルグ・ダルマス Georugu Darumasu?)
 Seiyū: Atsuki Tani
Un alto Caballero Templario de Hortensia obligado a trabajar con la Iglesia después de que el Papa usa a Charlot para dar a los propios caballeros de la Iglesia autoridad sobre los Caballeros Templarios.
Beltran De Boske (ベルトラン・デ・ボスケ Berutoran de Bosuke?)
 Seiyū: Takehito Koyasu
Bertrand de Bosque, comandante de la 4ª unidad de los Caballeros del Reino de Hortensia. Tiene una apariencia de león, un temperamento violento que no es diferente de él y un cuerpo enorme que puede confundirse con una pequeña montaña. Siempre lleno de confianza en sí mismo, incluso se dice que su diccionario reescribió las dos letras de derrota y retirada en "inmortal", y es uno de los caballeros más fuertes del reino, a excepción de los caballeros del templo.
Saria/Elva  (サリア/エルヴァ Saria/Eruvua?)
 Seiyū: Rie Kugimiya
Un par de jóvenes gemelos Dayerehan que ejercen magia oscura y pueden convocar a algunos monstruos.
Sharo D'Hortensia (シャルロ・ド・オルタンシア Sharuro do Orutanshia?)
 Seiyū: Miyuki Sawashiro
Un niño que fue coronado rey de Hortensia después de la muerte de su padre y su hermana mayor, la princesa, desaparecieron durante la rebelión. Actualmente se utiliza como gobernante títere bajo el Papa.
Marie (マリー Marī?)
 Seiyū: Shizuka Itō
Amiga de la infancia de Jim. Una joven que se hizo pasar por la Princesa de Hortensia en una isla habitada. Es de carácter alegre. Forma parte del ejército de mercenarios de Jim.
Jim McNeil  (ジム・マクニール Jimu Makunīru?)
 Seiyū: Toshiyuki Morikawa
Amigo de la infancia de Marie y líder de su ejército de mercenarios. Se preocupa mucho por Marie.
Adel (アデル Aderu?)
 Seiyū: Toshiyuki Morikawa
Gaston (ガストン Gasuton?)
 Seiyū: Kōji Ishii
Lucan (ルーカン Rūkan?)
 Seiyū: Takahiro Sakurai
Era el capitán de la guardia de la prisión. Solía ser un joven caballero talentoso del reino, pero se decepcionó cuando el reino estuvo al borde del colapso y dejó a los caballeros. Tras enterarse de que la princesa estaba viva, se reintegra a la orden.
Doctor Gref (ドクトル・グレフ Dokutoru Gurefu?)
 Seiyū: Shigeru Chiba
Lacroix (ラクロワ Rakurowa?)
 Seiyū: Kana Asumi
Una joven que se dedica a vender medicina.

## Media

### Anime
El 28 de diciembre de 2019 se anunció una adaptación al anime de Liden Films. La serie está dirigida por Yasuto Nishikata y escrita por Rintarou Ikeda, con diseños de personajes de Takayuki Onoda y música de Zenta. Se estrenó el 6 de enero de 2021. El tema de apertura "Leader", está interpretado por My First Story, mientras que el tema de cierre "Yasō to Hakuchūmu", lo interpreta Mafumafu.

### Manga
Una adaptación a manga ilustrada por Pon Jea y Seiji comenzó una serialización en la revista de manga seinen de Media Factory Monthly Comic Alive desde marzo de 2020.